# Pirapemas
Pirapemas is een gemeente in de Braziliaanse deelstaat Maranhão. De gemeente telt 15.500 inwoners (schatting 2009).